# Docomo SAITAMA STYLE
『docomo SAITAMA STYLE』（ドコモ サイタマ スタイル）は、NACK5のラジオ番組。

## 番組の内容
毎月埼玉県内の一つの地域を定め、パーソナリティの土屋滋生がドコモ スマートフォンを手に取材していく。リスナーからの街の情報も募集している。また、紹介した商店からのリスナーサービスが行われる場合もある。
NACK ON TOWNはじめ、15年以上にわたりNACK5のワイド番組・録音番組問わず数多くの番組を担当した土屋は当番組をもってFM NACK5でのレギュラー番組は途絶えている。

## 番組で取り上げた地域
| 放送月    | 地域 |
| 2011年1月 | 熊谷 |
| 2011年2月 | 川越 |
| 2011年3月 | 浦和 |
| 2011年4月 | 浦和 |
| 2011年5月 | 長瀞 |
| 2011年6月 | 大宮 |

## その他
- 2011年3月12日、19日は東北地方太平洋沖地震の影響で放送はされていたが、スポンサーであるNTTドコモのCMが中止となった（CM枠はNTTグループの災害伝言ダイヤル171ご利用のお知らせに差し替えられていた）。

| FM NACK5 2011年1月 - 2014年3月の土曜日昼12:00 - 12:30枠 | FM NACK5 2011年1月 - 2014年3月の土曜日昼12:00 - 12:30枠 | FM NACK5 2011年1月 - 2014年3月の土曜日昼12:00 - 12:30枠 |
| 前番組                                                  | 番組名                                                  | 次番組                                                  |
| ------------------------------------------------------- | ------------------------------------------------------- | ------------------------------------------------------- |
| ドコモ J-POP MAGAZINE ※12:00 - 12:55                    | docomo SAITAMA STYLE                                    | 見たい! 行きたい! 話したい!!                            |

| スタブアイコン | サブスタブ | この項目は、まだ閲覧者の調べものの参照としては役立たない、ラジオ番組に関連した書きかけの項目です。この項目を加筆・訂正などしてくださる協力者を求めています（P:ラジオ/PJ:放送番組）。 |